# Nazionale maschile di pallacanestro del Gambia
La nazionale di pallacanestro del Gambia è la rappresentativa cestistica del Gambia ed è posta sotto l'egida della Federazione cestistica del Gambia.
Ha preso parte ai FIBA AfroBasket 1978 giungendo nona.

## Partecipazioni

### Campionati africani
- 1978 - 9°